# (2055) Dvořák
(2055) Dvořák (1974 DB) ist ein Asteroid des Hauptgürtels, der die Marsbahn kreuzt und am 19. Februar 1974 von Luboš Kohoutek an der Hamburger Sternwarte (Bezirk Bergedorf) entdeckt wurde.

## Benennung
Der Asteroid wurde nach dem böhmischen Komponisten Antonín Dvořák (1841–1904) benannt.